# Косачи (Брянская область)
Косачи — деревня в Жирятинском районе Брянской области, в составе Воробейнского сельского поселения. 
 Расположена в 3 км к юго-востоку от села Воробейня. Население — 55 человек (2010).

## История
Упоминается с первой половины XVII века как владение шляхтича Есимонта; с 1697 — владение Булашевичей и др., казачьего населения не имела. Состояла в приходе села Воробейни. До Великой Отечественной войны преобладало украинское население.
Со второй половины XVII века по 1781 входила в Почепскую (1-ю) сотню Стародубского полка; с 1782 по 1918 гг. — в Мглинском повете, уезде (с 1861 — в составе Воробейнской волости); в 1918—1929 гг. — в Почепском уезде (Воробейнская, с 1924 — Балыкская волость).
С 1929 года — в Жирятинском районе, а при его временном расформировании (1932—1939, 1957—1985 гг.) — в Почепском районе. До 2005 года входила в Воробейнский сельсовет.